# No trouble found
No Trouble Found (NTF, досл. Проблема не обнаружена) — термин, используемый в различных областях, особенно в электронной индустрии, отсылающий к системе или компоненту, который возвращается производителю или дистрибьютору по гарантии замены или для сервисного обслуживания/ремонта, но при этом функционирует при тестировании нормально. Эта ситуация также упоминается как Дефектов не найдено (No Defect Found (NDF)) или Неисправность не найдена (No Fault Found (NFF)).

## Причины
К NTF часто приходят в следующих ситуациях:
- Когда технические специалисты, используя «прицельный» подход к поиску и устранению неполадок не могут быстро диагностировать проблему или ошибку. Под давлением времени, для быстрого решения проблем, технический специалист заменяет части устройства или блоки программы в надежде, что одна из замен решит проблему.
- Когда нет возможности отличить аппаратную проблему от проблем в программном обеспечении или в его конфигурации. Например, проблема в драйвере устройства может имитировать настоящую аппаратную проблему.
- Когда возникают непостоянные/нерегулярные проблемы.

## Влияние
Возврат с формулировкой NTF может серьёзно повлиять в уменьшение рентабельности деятельности производителей или же поставщиков услуг, так как расходы времени, материалов и затраты на доставку в оборудования для обмена огромны в сравнении с ценой отдельного изделия, подлежащего замене. Кроме того, возврат по NTF также может означать, что проблемы клиентов не были решены, что снижает удовлетворённость клиентов, а также подрывает ценность бренда.

### Защита
Использование ряда методов может сократить случаи NTF:
1. Улучшение подготовки и обучение технических специалистов в сервисных центрах обслуживания и работников call-центров.
2. Задействование компенсационных структур и отделов технических специалистов, которые, задачами которых является быстрое реагирование на проблему.
3. Наличие специальных инструментов, таких как специальное диагностическое программное обеспечение для конечных пользователей и /или для технических специалистов, которые помогают идентифицировать источник проблемы, и различить проблемы с аппаратной и программной частью.